# ジャコバイト

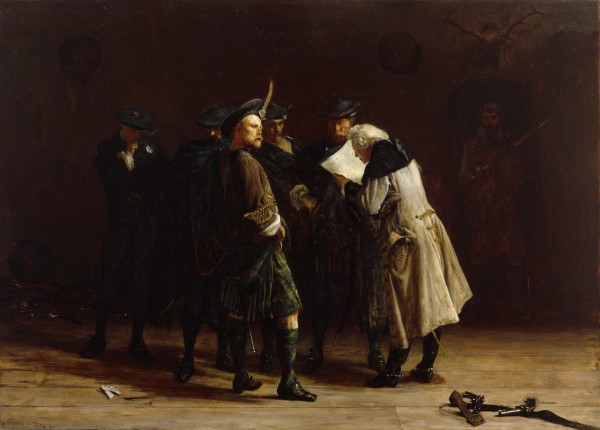
ジョン・ペティ画『ジャコバイト』、1874年作

ジャコバイト（英語: Jacobite）は、1688年イングランドで起こった名誉革命の反革命勢力の通称である。彼らは追放されたステュアート朝のジェームズ2世およびその直系男子を正統な国王であるとして、その復位を支持し、政権を動揺させた。ジャコバイトの語源はジェームズのラテン語名（Jacobus）である。

## 概要

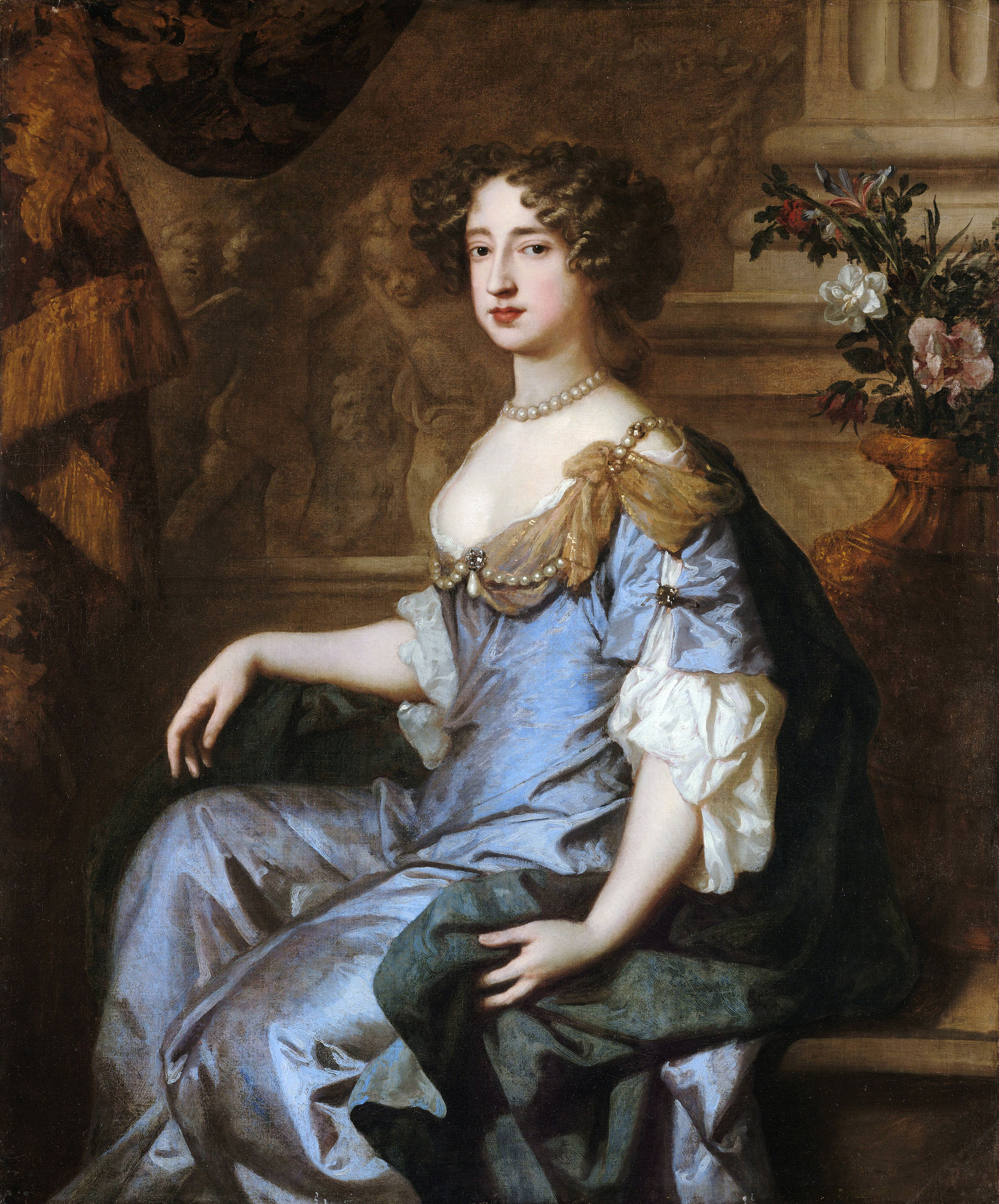
メアリー2世

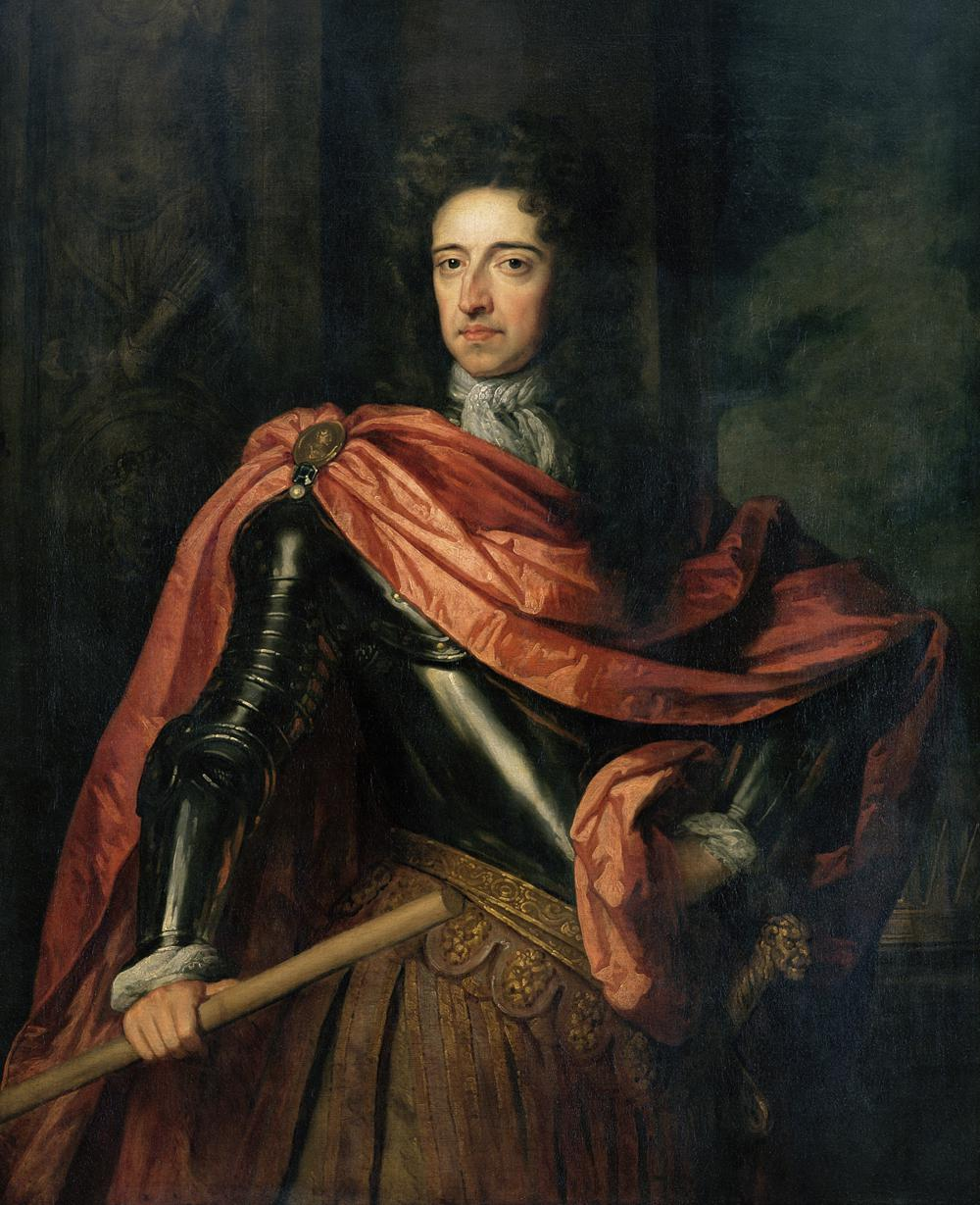
ウィリアム3世

1688年、名誉革命とその体制はジェームズ2世を追放、ジェームズ2世の娘であるメアリーと夫でジェームズ2世の甥のオランダ総督ウィレム3世をオランダから招聘、メアリー2世・ウィリアム3世として戴冠させた。それにともない、議会が王位の継承権を1701年の王位継承法によって規定しようとした。
しかし臣下である議会が王位継承に口をはさむという、当時としては革新的な制度に反感を持つ人々は多かった。議会は、イングランドは国教会が主流のプロテスタント国であるがジェームズ2世はカトリックであること、さらに当時、非国教会信徒は政府官職につくことが禁じられていたことを理由にしたが、それをもって王の海外追放や議会による王位のコントロールを正当化することには疑問を持つ風潮もあったのである。
そうした疑問を持つ人々の間にも温度差はあったが、とくに熱心にジェームズ2世とその正嫡（男系子孫）をイングランド王に復位させるべきとして、ジェームズを支持した人たちをジャコバイトと呼ぶ。また、彼らのとった政治・軍事的行動はジャコバイト運動とよばれる。
ジャコバイトは、名誉革命以後半世紀にわたって、後述する国王暗殺未遂事件や反乱などを起こし、それらの運動は名誉革命体制に対する深刻な脅威となって、時に政権を動揺させた。しかし運動は次第に尻すぼみになっていき、ウォルポールらホイッグの政略もあって、ついに実を結ぶことはなかった。

## ジャコバイトとそれを支援する勢力
前述のとおり、名誉革命後も王位は世襲によって守られるべきであり、議会が王位継承に関与すべきでないという考え方は依然根強かった。このイデオロギーはイングランド内外で一定の支持をあつめ、ジェームズ2世とその後裔が核となった。ジャコバイトは特にスコットランドやフランスで強く、イングランドの外側からうかがう形が多かった。ここでは、イングランド、スコットランド、アイルランド、そしてブリテン諸島以外のジャコバイト、および支援した勢力・イデオロギーなどについて言及する。

### イングランドのジャコバイト
イングランド内では、ジャコバイトが高度に組織化されることはあまりなかったものの、ウィリアム3世・メアリー2世両王よりジェームズ2世を依然支持する声もあった。特に保守派であったトーリーに多かったといわれるが、その中でも公然とジャコバイトであると言明する者から、板挟みになって悩む者、名誉革命を支持する者など多様な反応に分かれた。
これはトーリーは世襲君主政の原則を尊重しており、この意味では正嫡継承を主張するジャコバイトの立場に近かったためである。一方でトーリーは国教会維持の性格も併せ持っており、カトリック信者のジェームズを王に戴くことへの疑問もあった。しかし議会での反対勢力であるホイッグのウォルポールがおしすすめた「ジャコバイトは危険分子である」というキャンペーンや国際情勢から、公然とジャコバイトを名乗ることは次第に政治生命を危険にさらす行為となっていった。
またこれとは別に、その時々の体制に不満を持つ者や失地回復を望む者が、ホイッグ・トーリーに関わらず、亡命したステュアート家に希望を託すためにジャコバイトとなる例もあった。

### スコットランド・アイルランドのジャコバイト
ジャコバイトの最大の支持基盤がスコットランド、特にハイランド地方であった。もともとスコットランドにはイングランドとの根深い対立意識があったばかりでなく、ステュアート家がスコットランド出身ということもあって、スコットランド人はジェームズに同情的であった。特に1707年に批准されたイングランド・スコットランド合同法は、歴史的・宗教的対立を抑えこんで経済的利益を優先させたものであったが、すぐにはスコットランド側が期待していたほどの利益をもたらさず、イングランドに対する不満は高まっていた。1715年の反乱ではマー伯ジョン・アースキンという指導者を得て、スコットランドのほとんどが反乱軍の手に落ちた。
一方アイルランドでは、宗教的側面からジェームズが支持された。清教徒革命以降、アイルランドは少数の国教徒が多数のカトリック信徒を支配する構図が成立しており、カトリックに対する宗教的寛容を求めてジャコバイトとなる者が少なくなかった。ジェームズ2世からアイルランドの統治を任されたティアコネル伯リチャード・タルボットは、カトリック支配の浸透とジャコバイトの拡大に尽くしてアイルランドの大半を制圧、アイルランドをジャコバイトの拠点に変えていった。

### 国外の支援
ジェームズ2世はカトリックであった。このためカトリック国でもあり、大同盟戦争におけるイングランドの敵対国でもあったフランスは、ジャコバイトを積極的に支援した。特にルイ14世はこの支援に熱心であり、その在位中はジャコバイト運動が盛んであった。ルイ14世没後は、ジャコバイトやステュアート家に冷淡になったフランスに代わって、イタリア諸都市やスウェーデン、スペインなどが後ろ盾となった。

## ジャコバイト運動の経緯
ジャコバイトはフランスなど海外勢力の後押しを受けて、イングランド内外で大小さまざまな政治的・軍事的行動を起こし、ステュアート朝の復活を企図した。特に1715年と1745年の反乱はそれぞれ「the Fifteen」「the Forty-Five」と呼ばれ、イングランドの人々の記憶に長く残る事件となった。後述するこうした反乱などに、17世紀末から18世紀前半の革命政府はすくなからず動揺した。しかし1745年の反乱以降、ジャコバイトが組織化されることはほぼなくなり、名誉革命転覆の危機はひとまず去った。

### ウィリアマイト戦争

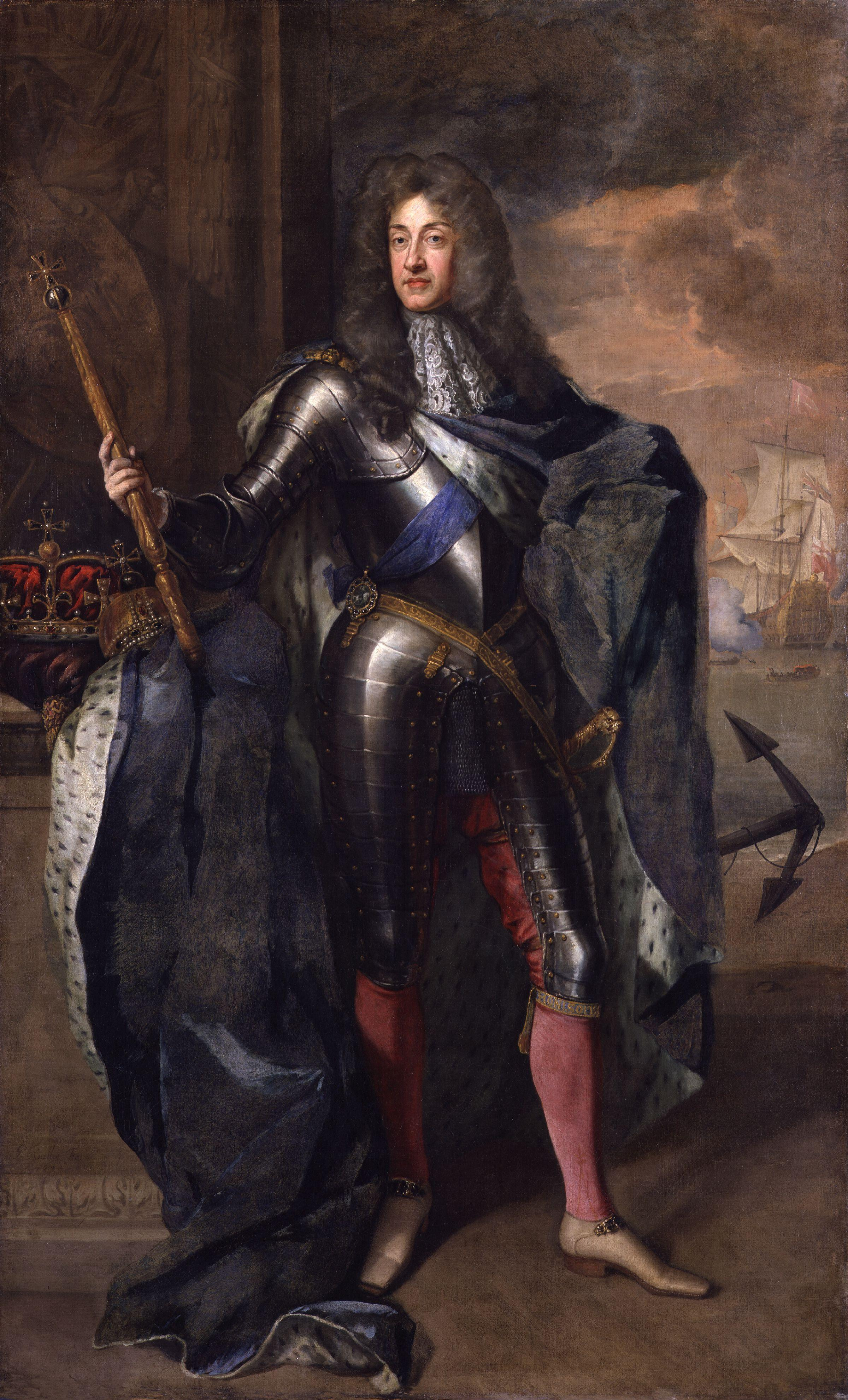
ジェームズ2世

ウィリアマイト戦争は、ウィリアム3世とメアリー2世の共同統治が決定してわずか2日後の1689年2月15日に起こった。ジェームズが王位を取り戻そうと、亡命先のフランスからルイ14世に借りた軍を起こしたのである。ジェームズはアイルランドに上陸し、当地のジャコバイト勢力と結びついて、またたくうちにアイルランド全土を席巻した。これを受けて5月5日、イングランドは対仏同盟に参加し、フランスに宣戦布告する。ウィリアム3世は自ら軍を率い、1690年7月1日、アイルランドのダブリン近郊ボイン川でジェームズ軍を破った（ボイン川の戦い）。ジェームズはまだ余力を残していたにもかかわらずフランスに逃げ帰り、アイルランド各地で起こっていた武力抵抗も1691年10月に鎮圧された。
これ以降、カトリック教徒は公職・法律職を禁じられ、土地所有や借地も厳しく制限され、アイルランドは少数のプロテスタント勢力によって支配されることとなった。また、これまでイングランドはヨーロッパ大陸の争いごとにあまり参加してこなかったが、この戦争からイングランドも大同盟戦争に巻き込まれ、「第2次百年戦争」ともよばれる対仏戦争を繰り返し、ヨーロッパの覇権争いに加わることになった。

### ウィリアム3世暗殺未遂事件（1696年）
別名フェンウィック陰謀事件とも呼ばれるこの事件は、1696年当時、大同盟戦争で不利な状況にあったフランスが黒幕であった。ジェームズの庶子ベリック公がその任を受け、イングランドに渡りジャコバイトを組織化してクーデターを計画したが、2月22日に露見し、300人以上が逮捕されることとなった。しかし、このクーデターに参加した者ないし積極的に反対しなかった者の中には大物政治家・軍人が多数含まれており、名誉革命体制がいまだ砂上の楼閣であることを印象づけた。

### 1715年の反乱

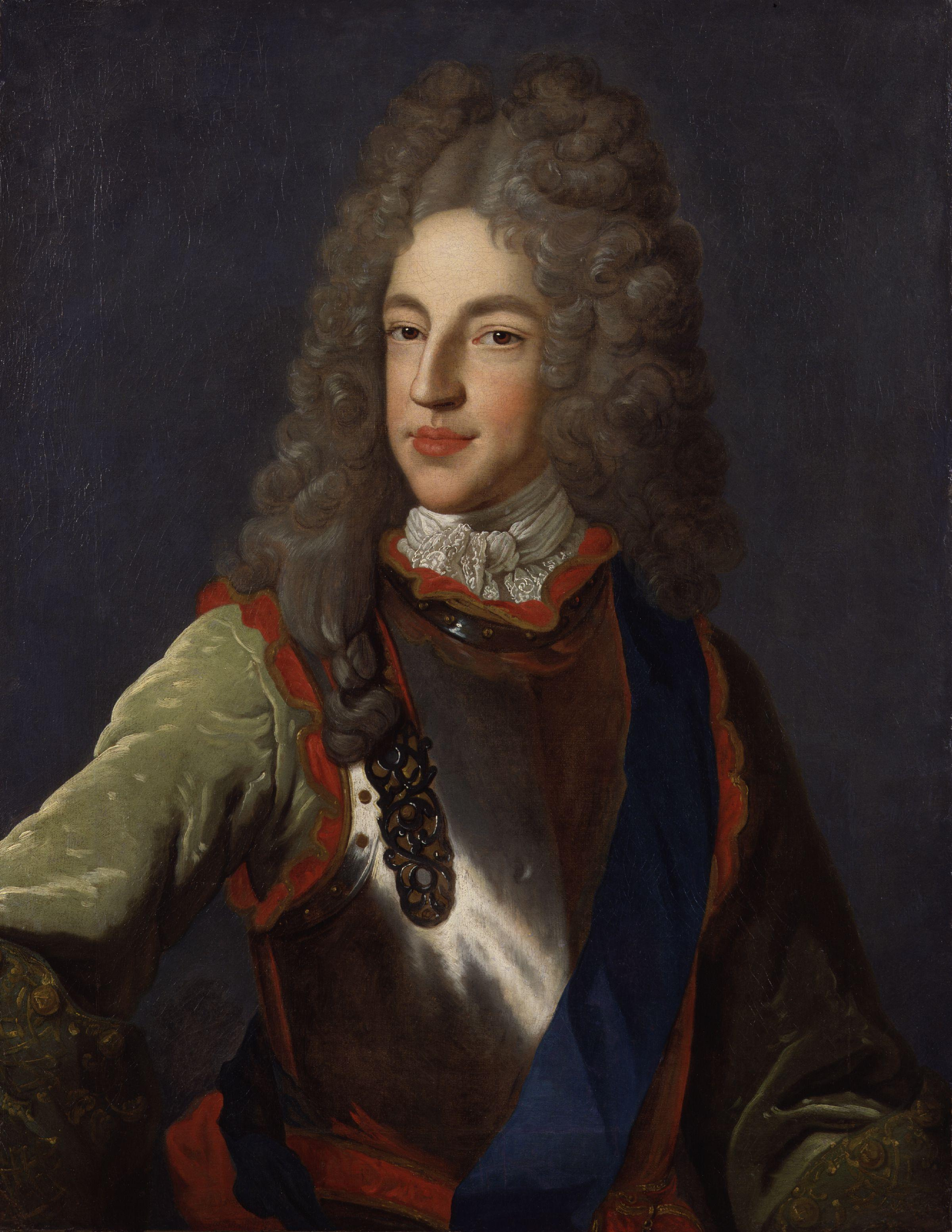
ジェームズ・フランシス・エドワード（老僣王）

後に「the 'Fifteen」（ザ・フィフティーン、「あの15年」の意）とも呼ばれるほど深刻で衝撃的だったこの武力蜂起は、1714年のハノーヴァー朝成立、ジョージ1世のグレートブリテン王国国王即位に端を発している。アン女王の死に伴い、北ドイツの有力諸侯であったハノーファー選帝侯ゲオルク・ルートヴィヒは、王位継承法の規定に基づいてジョージ1世として即位した。しかしグレートブリテン王国全体がこれを唯々として受け入れたわけではなかった。確かにジョージ1世はステュアート家の血を引いてはいたが（母方の祖母エリザベスがアンの曾祖父ジェームズ1世の娘でアンとは又従兄）、ジェームズ2世から5親等も離れており、ジェームズ2世の子ジェームズ・フランシス・エドワード（ジェームズ老僣王、自称ジェームズ3世）が存命中だったこともあわせて、グレートブリテン王国内は騒然となった。
バーミンガムやオックスフォードなどで民衆暴動が起こり、さらに1715年の総選挙で大勝したホイッグは、それまで政権を担っていたトーリーに対する苛烈な弾圧を加えた。これには1713年のユトレヒト条約がグレートブリテン王国に経済的利益をもたらす一方で、同盟国であるドイツ諸邦やオランダを切り捨てる行為でもあったため、ジョージ1世がトーリーを信用していなかったという側面もある。
こうした動きに、スコットランドでは、ジョージ1世に忠誠を誓約したにもかかわらず国務大臣から解任されたマー伯ジョン・アースキンが1715年9月6日に挙兵、トマス・フォスターが北部イングランドのウォークワースで10月6日にこれに続いた。マー伯の軍勢はスコットランドの大部分を制圧したが、政府軍の将軍アーガイル公ジョン・キャンベルに11月13日のシェリフミュアの戦いで敗北して兵站が底をつき、11月14日にフォスターが政府軍に包囲されて降伏した。こうして次第に事態は政府軍有利に展開し、ジェームズ老僣王が12月13日にスコットランドに上陸したときには帰趨は決していた。結局翌年2月4日、ジェームズ老僣王は何もできずフランスに逃げ帰った。

### アタベリ陰謀事件（1722年）

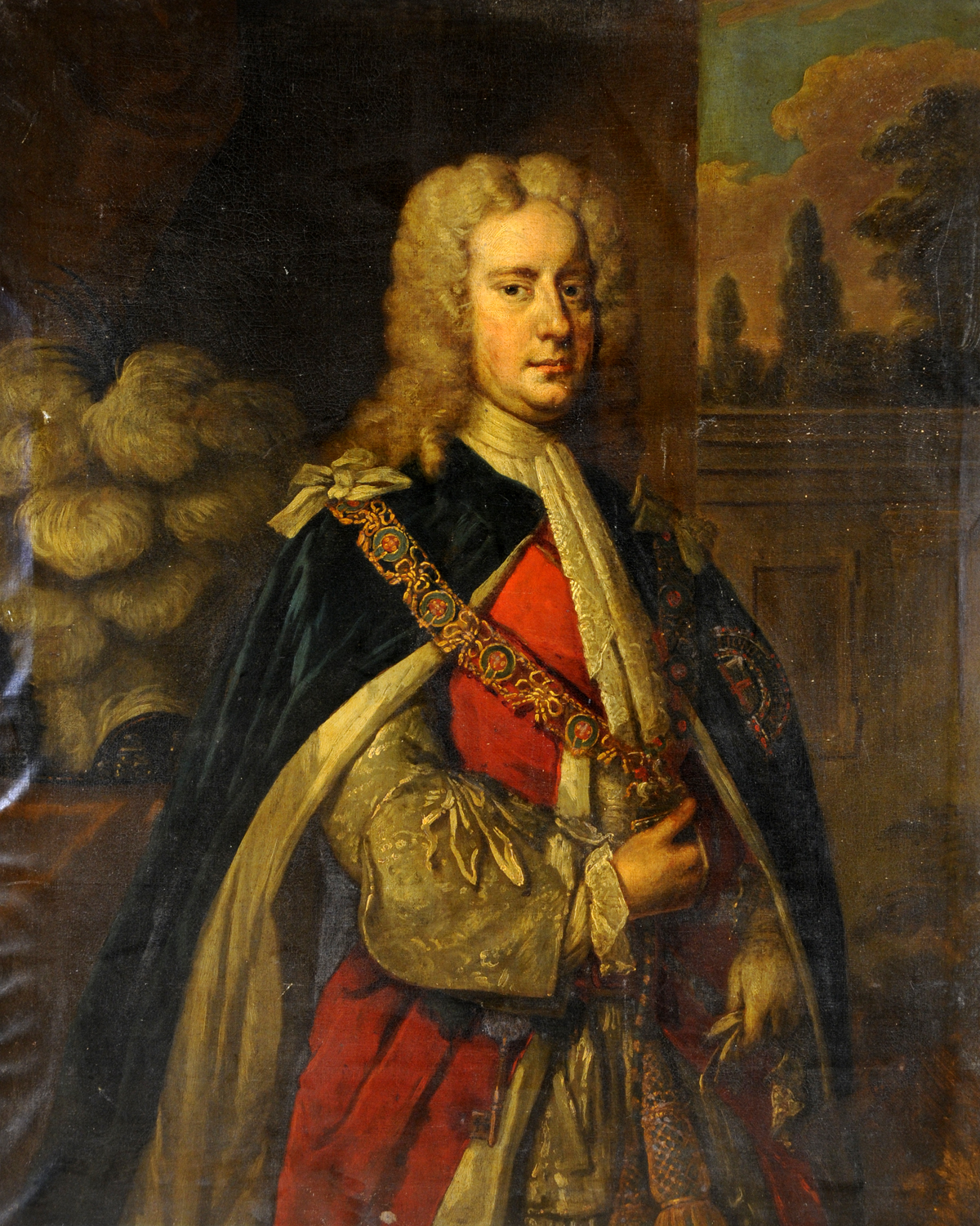
サンダーランド伯爵

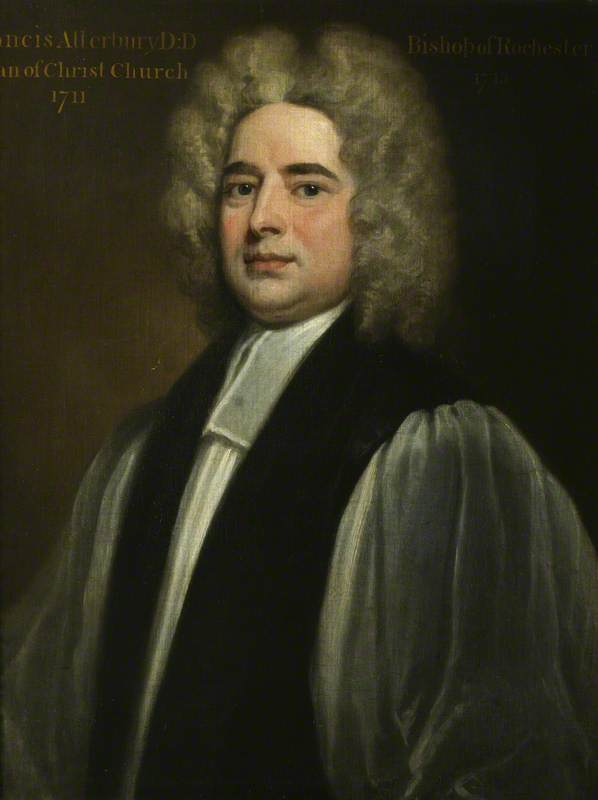
フランシス・アタベリー

1722年のアタベリー陰謀事件は、南海泡沫事件により名望を失った元第一大蔵卿のサンダーランド伯チャールズ・スペンサー、ロチェスター主教フランシス・アタベリーらが中心となった、ジャコバイトによるクーデター計画である。この計画は事前に政権側に洩れ、計画段階で潰えることとなった。これによって、ロバート・ウォルポールを始めとするホイッグの優越は決定的となり、トーリー議員らジャコバイトは表立ったステュアート朝への支持を控えるようになった。
南海泡沫事件の責任追及によって、サンダーランド伯は1721年に第一大蔵卿（当時の首相にあたる）を辞任せざるを得なくなり、代わって事後処理に辣腕を振るったロバート・ウォルポールが政権の座についた。自らの復権をめざすサンダーランドは、その後ろ盾としてステュアート家やジャコバイトを選択し、フランシス・アタベリーらと接触するようになった。そしてその計画は、1722年に実行の好機を迎えた。すなわち、総選挙実施による議会の解散と、ジョージ1世がハノーファー滞在中であったことである。しかしこの計画はフランスから情報が洩れた上、1722年4月19日にサンダーランドが「原因不明の急死」をとげ、彼の邸宅からクーデターに関する文書が発見された。これによってクーデター計画は頓挫することとなった。
これを受けて、イギリス史上最大の魔女狩りの一つと言われる、大規模で強権的なジャコバイト狩りが行われ、アタベリーら高位の中心人物は国外追放となり、カトリックには重税が課された。一連の捜査による苛烈な拷問は、ステュアート家に同情的だったトーリー議員らを恐怖させるに十分であった。以降、すくなくともイングランド内では、ジャコバイトであることを公言する者は皆無となった。また、この事件以降トーリーはジャコバイトと見なされることとなり、ホイッグ対トーリーという議会内の対立の構図が次第に薄れ、王政復古以降存在していた宮廷（コート）対地方（カントリ）という対立図式が存在感を増していった。

### 1745年の反乱

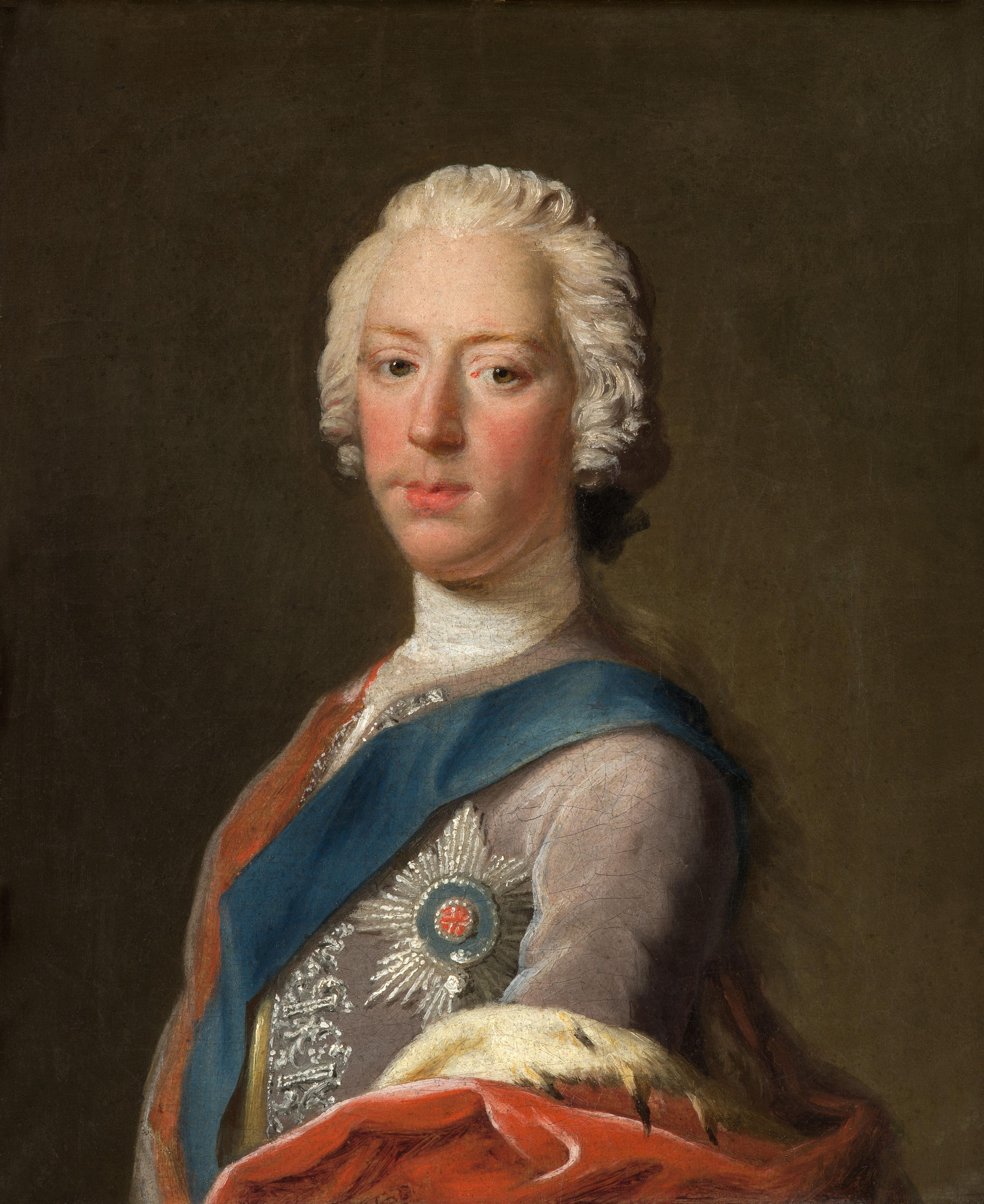
チャールズ・エドワード・ステュアート（若僭王）

1745年の反乱は、一面においてはジャコバイトの最後の挑戦であったが、むしろ主要な側面は、当時イギリスと交戦していたフランスによる、ジャコバイトとジェームズ老僣王の息子チャールズ若僭王を利用した工作であったという点である。この反乱の失敗によって、ステュアート家とそれを支持するジャコバイトは完全に政治的命脈を絶たれ、以降ジャコバイトは歴史の表舞台から姿を消すことになった。
「ウォルポールの平和」が1739年のジェンキンスの耳の戦争（オーストリア継承戦争、1740年）で破られ、ウォルポール自身も1742年に辞任に追い込まれた。政権はウィルミントン伯スペンサー・コンプトン（病気のため実質的指導者はジョン・カートレット）に移ったが、翌1743年にコンプトンが死去してヘンリー・ペラムに移行、ペラムを支持するウォルポールの政治的影響力は健在であり、国王ジョージ2世の信任は篤くなかったがなんとか政権運営を可能にしていた。ところが1745年3月18日、ウォルポールが死亡してペラムの政治的地位が危うくなったところに、この反乱が起こった。

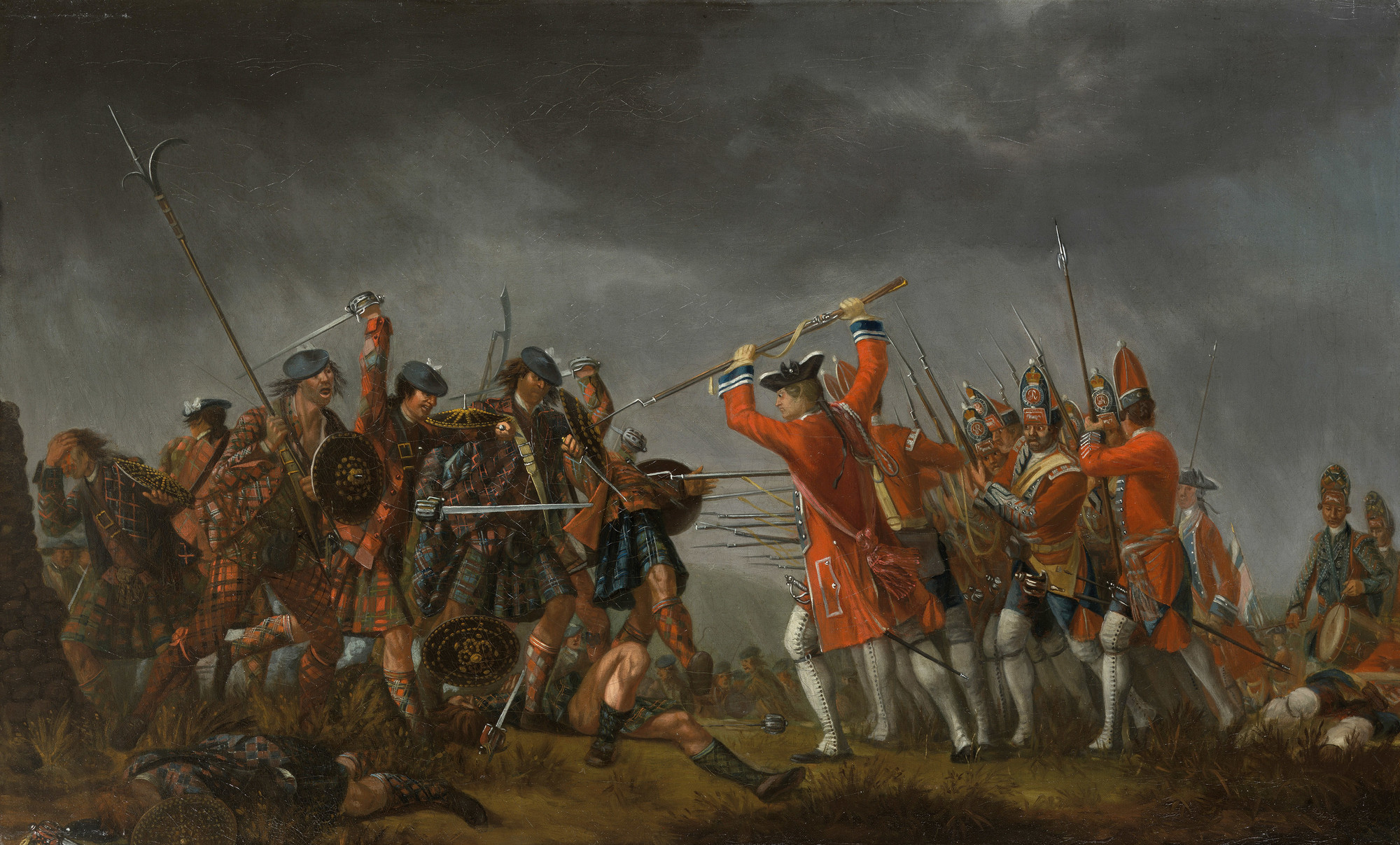
カロデンの戦い
_{左側がジャコバイト軍・右側が王軍}

ルイ15世の助力を得て同年7月にチャールズ・エドワードはスコットランドに上陸すると、ハイランドの氏族を糾合し「the 'Forty-Five」と呼ばれる内戦を起こした。いまだジャコバイトの多いスコットランドでこそチャールズの軍は優勢だったが、イングランドでは民衆の支持を得られず、12月6日に至り、反乱軍はスコットランドに退いた。それ以降も政府軍とジャコバイト反乱軍との戦いは続いたが、1746年4月16日、カロデンの戦いで反乱軍は致命的敗北を喫し、チャールズもフランスへ逃走した。この戦いにおいて、負傷して動けない者まで皆殺しにした指揮官のカンバーランド公ウィリアム・オーガスタス（ジョージ2世の三男）は「屠殺業者」（Butcher）との異名を得た。
グレートブリテン政府はこの反乱を重く見て、1746年の衣装法などの諸立法によってスコットランドの氏族制度を解体した。またチャールズはフランスを追われて、放蕩生活に身をやつしていった。この評判が広まって、ジャコバイトの支持は失われていった。ジャコバイトのステュアート朝再興の夢は、その核を失って完全に絶たれた。

## ジャコバイト運動について
ジャコバイトは名誉革命を批判し、ステュアート朝を復興させることを目的としていたが、それが結果的に野党や反体制派を、名誉革命転覆を狙うジャコバイトとしてレッテル貼りをするという事態をまねき、彼らを封じ込めたのである。ジャコバイトと見なされたトーリーはもはやウォルポール政権に対抗しえず、ホイッグ対トーリーという対決の図式はより複雑なものとなっていった。

### ホイッグ党の政略
名誉革命は1688年に起こったが、すべての人々に支持された革命ではなく、議会が王位継承問題にまで口出しすることの正当性を疑問視する声も小さくなかった。こうした言説は主にトーリー議員たちから発せられた。さらに相次ぐ国内・国外の武力衝突など、名誉革命後の権力体制は盤石とはほど遠い状態にあった。革命を支持する人々は、革命を称揚し、反対勢力を封じ込める必要に迫られていた。
そこで政権は、敵対国フランスなどカトリック勢力とジャコバイトを結びつけ、イギリスの共通の敵というキャンペーンを張った。とりわけウォルポールは政敵に「名誉革命体制の転覆を狙う危険分子」というレッテルを貼りつけ、異端化することにより、20年以上にわたる長期政権の安定を得た。
こうしたキャンペーンは、ジャコバイトに同情的であった人々をも変化させていった。ジャコバイトと見なされることは政治生命にかかわることになり、たとえステュアート家に想いを寄せていても、それを公言することはできなくなっていった。政治家たちの対立軸は名誉革命体制対ジャコバイトから、どちらがより名誉革命体制の忠実な後継者であるかを争う図式となっていき、結果的に名誉革命体制は強化され、ジャコバイトの存在感は急速に薄れていった。そして、議会内の対立構図はホイッグ対トーリーからコート対カントリという図式も交え、複雑に交錯してゆくことになった。

### ジャコバイト運動失敗
ジャコバイト運動が成功しなかった理由は第一に、イングランドの人々がカトリックの君主を拒否し続けたことである。ジャコバイトのシンボルであるジェームズ老僣王らステュアート家の後継者はカトリック信仰を捨てようとしなかったが、こうした姿勢はイングランドでは到底支持され得ず、ジャコバイトをも落胆させた。第2に、ルイ14世以降のフランスに、ジャコバイトを本格的に支援する熱意と余力がなかったことである。名誉革命以降、フランスは局地戦において豊かな戦闘経験を活かして勝利をえたことはあったものの、財政基盤がイギリスに比べてはるかに脆弱であり、長期戦になると息切れしていった。こうしてイギリスはアメリカ独立戦争を除いてフランスとの「第2次百年戦争」でおおむね勝利をかちとることができた。
17世紀初めのころゲール語はハイランドではなお話されていたが、ジェームズ1世（スコットランド王としては６世）がゲール語を野蛮な言葉として抑圧し、ゲール語は日蔭の言葉となったものの、閉鎖的なハイランドでは英語の普及は進まなかった。それゆえにイギリスでは主に英語によった宗教改革もハイランドでは進まず、カトリックが力を持っていたとされる。結局、カトリック教徒に主導されたジャコバイト運動の挫折により、ハイランドはそれまでの野蛮とのイメージに加え、カトリックのはびこる地域としても嫌悪・警戒の対象となったともいう。

## ネオ・ジャコバイト
1886年に白薔薇団と称するジャコバイト団体が結成された。1889年にはヴィクトリア女王をはじめとする王室メンバーからの出品も受けたステュアート朝に関する展示会がロンドンで開かれてステュアート朝についての関心が高まったこともあって、ザ・フワールウィンドというジャコバイトの新聞も発刊された。これらネオ・ジャコバイトは、カトリック解放やアイルランドやスコットランドのナショナリズムを支持する人々の一部からの支持を集めた。しかし、第一次世界大戦でこれらのネオ・ジャコバイトの動きは雲散した。運動再興のため、1926年にロイヤル・ステュアート・ソサエティが結成されたが、この結社は21世紀においても活動している。

## ジャコバイト王位請求者
熱心なジャコバイトは1745年以降も独自の王を立て、現在も引き継がれている。しかし王位を主張したのは18世紀の間のみであり、それ以降は少数のジャコバイトによって信奉されるにとどまっている。
- ジェームズ2世/7世（在位：1685年 - 1701年）
- ジェームズ3世/8世（“老僭王”、在位：1701年 - 1766年）
- チャールズ3世（“若僭王”、在位：1766年 - 1788年）
- ヘンリー9世/1世（在位：1788年 - 1807年）

ジェームズ2世の直系は1807年に断絶した。以後、形式上の継承者は存在しているが、いずれも王位を主張していない。

## 文学作品
- ロバート・ルイス・スティーヴンソン『誘拐されて』- 日本語版・別題『さらわれたデービッド』
- ロバート・ルイス・スティーヴンソン『バラントレーの若殿』